# Тараненко Сергій Пантелійович
Сергій Пантелі́йович Таране́нко (нар. 23 серпня 1973, Луганськ) — український археолог, кандидат історичних наук, завідувач науково-дослідного відділу археології Національного заповідника «Києво-Печерська лавра», лектор, запрошений науковий співробітник факультету науки та технологій на кафедрі археології та антропології при Борнмунтському університеті Великої Британії, автор та співавтор понад 150 наукових публікацій. Спеціаліст з археології середньовічних міст, зокрема Київського Подолу та Києво-Печерської лаври. Автор методики та організатор створення електронної археологічної карти території Національного заповідника «Києво-Печерська лавра». Член ICOM з 2019 р. Рецензент в наукових журналах. Упорядник наукових видань.

## Біографія
Народився у м. Луганськ. З 1999 до 2008 року навчався у Київському національному університеті за спеціальністю «історик, викладач історії». У 2014 році захистив кандидатську дисертацію за темою «Масова житлова забудова давньоруського Подолу: планувальна структура». З 1999 до 2007 року працював молодшим науковим співробітником Інституту археології НАН України. З 2007 до 2015 року — науковий співробітник Центру археології Києва. З 2015 року й до нині очолює науково-дослідний відділ археології Національного заповідника «Києво-Печерська лавра». З 2022 р. запрошений науковий співробітник факультету науки та технологій на кафедрі археології та антропології при Борнмунтському університеті Великої Британії. З 2023 року працює за сумісництвом на посаді наукового співробітника у Комунальному закладі «Центр консервації предметів археології».

## Наукові інтереси
Археологія середньовічних міст, археологія Київського Подолу, археологія Києво-Печерської лаври, урбаністика, планувальна структура середньовічних міст та ін.

## Польові дослідження
Понад 20 років займається археологічними дослідженнями на території України. Один з найвідоміших дослідників археології Київського Подолу.

## Громадська діяльність
Популяризатор історії та археології Києво-Печерської лаври:
- продюсер циклу фільмів про Києво-Печерську лавру на YouTube каналі WildFox.
- автор та організатор декількох циклів дописів про археологію на офіційному сайті та Facebook сторінці Національного заповідника «Києво-Печерська лавра».
- з 2016 р. очолює археологічний науково-практичний семінар для студентів Київського університету імені Бориса Грінченка та Київського національного університету ім. Т. Шевченка.
- запрошений лектор на наукових конференціях, у Вищих навчальних закладах, на радіо та телебаченні.

## Наукові праці

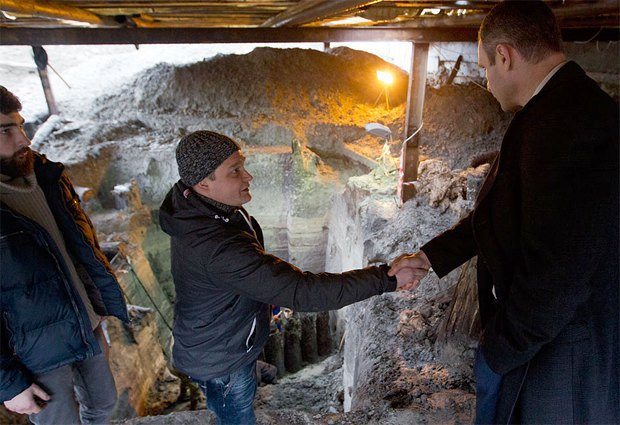
Сергій Тараненко керував археологічними дослідженнями Поштової площі до 2015 року.

- Тараненко С. П. Планувальна структура давньоруського Подолу Києва: фор- мування та розвиток. — вид. 2, виправлене. — Київ, 2017. —. 164 с.

- Тараненко С. П. Пригоди Марка у княжому Києві. — Київ, 2023.

Упорядник та співавтор колективних монографій:
- Тараненко С. П., Мисько Ю. В., Зажигалов О. В. Археологічна карта Національного Києво-Печерського історико-культурного заповідника / С. П. Тараненко, Ю. В. Мисько, О. В. Зажигалов. — Київ: Національний Києво-Печерський історико-культурний заповідник, 2019. — 172 с., кольор. вклейка 16 с.
- Церква Спаса на Берестові. Історія одного відкриття. Упоряд. Сергій Тараненко. — Київ: Мистецтво, 2021.
- 30 нарисів археологічних досліджень Києво-Печерської лаври. Упорядник С. Тараненко. — Київ: Мистецтво, 2021. — 256 с.
- Археологічні дослідження київського Гостиного двору / М. Сергєєва, В. Івакін, С. Тараненко, Д. Бібіков, І. Зоценко. Видання друге доповнене. — К., 2017.

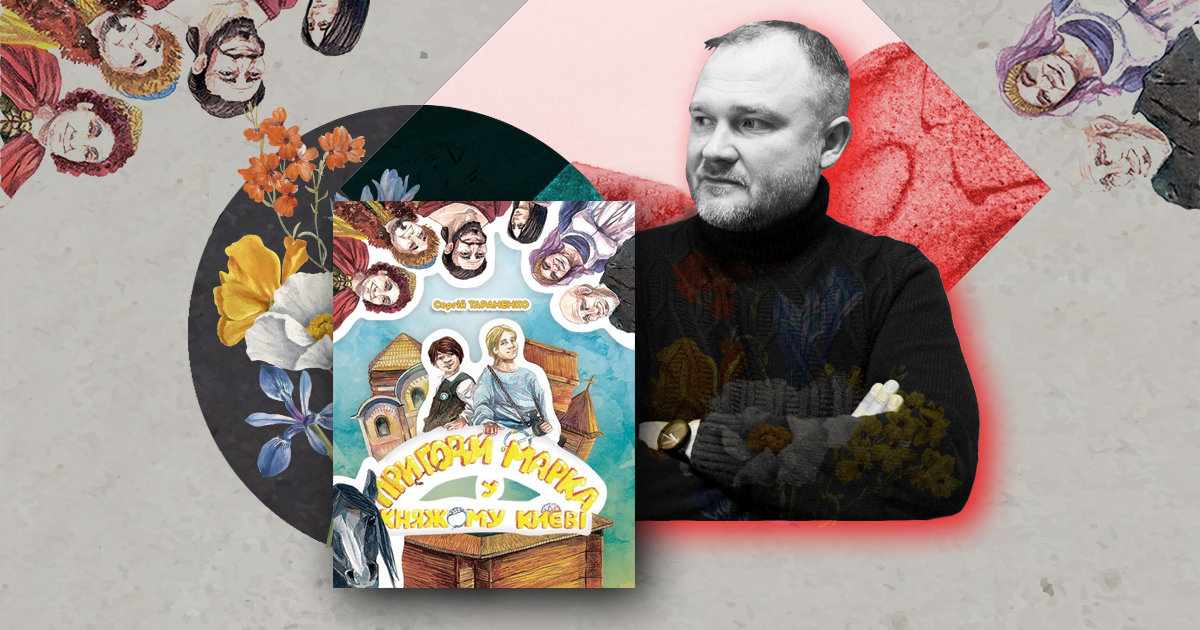
Сергій Тараненко автор науково-популярної книги для дітей. Більше на https://prygodymarkakyiv.wixsite.com/prygody-marka-kyiv